# Ibn Darraj al-Qastallí
Abu-Úmar Àhmad ibn Muhàmmad ibn Darraj al-Qastal·lí, més conegut simplement com a Ibn Darraj al-Qastal·lí (Algarve, 958 - Dénia, 1030) fou un poeta andalusí d'origen amazic, autor de poesia àulica, de gènere heroic i panegíric, dedicat primer al servei d'Almansor i, a partir del 1018, als reis de la taifa de Saragossa. Ja era un poeta anomenat el 992. Fou un dels poetes més notables, però la major part de la seva poesia no s'ha conservat.